# Al-Haraki (Hims)
Al-Haraki (arab. الحراكي) – miejscowość w Syrii, w muhafazie Hims. W 2004 roku liczyła 2238 mieszkańców.